# Sunderland
Sunderland je město v anglickém hrabství Tyne a Wear. Je významným přístavem pro obchodování s uhlím a solí.

## Historie

### Raná historie

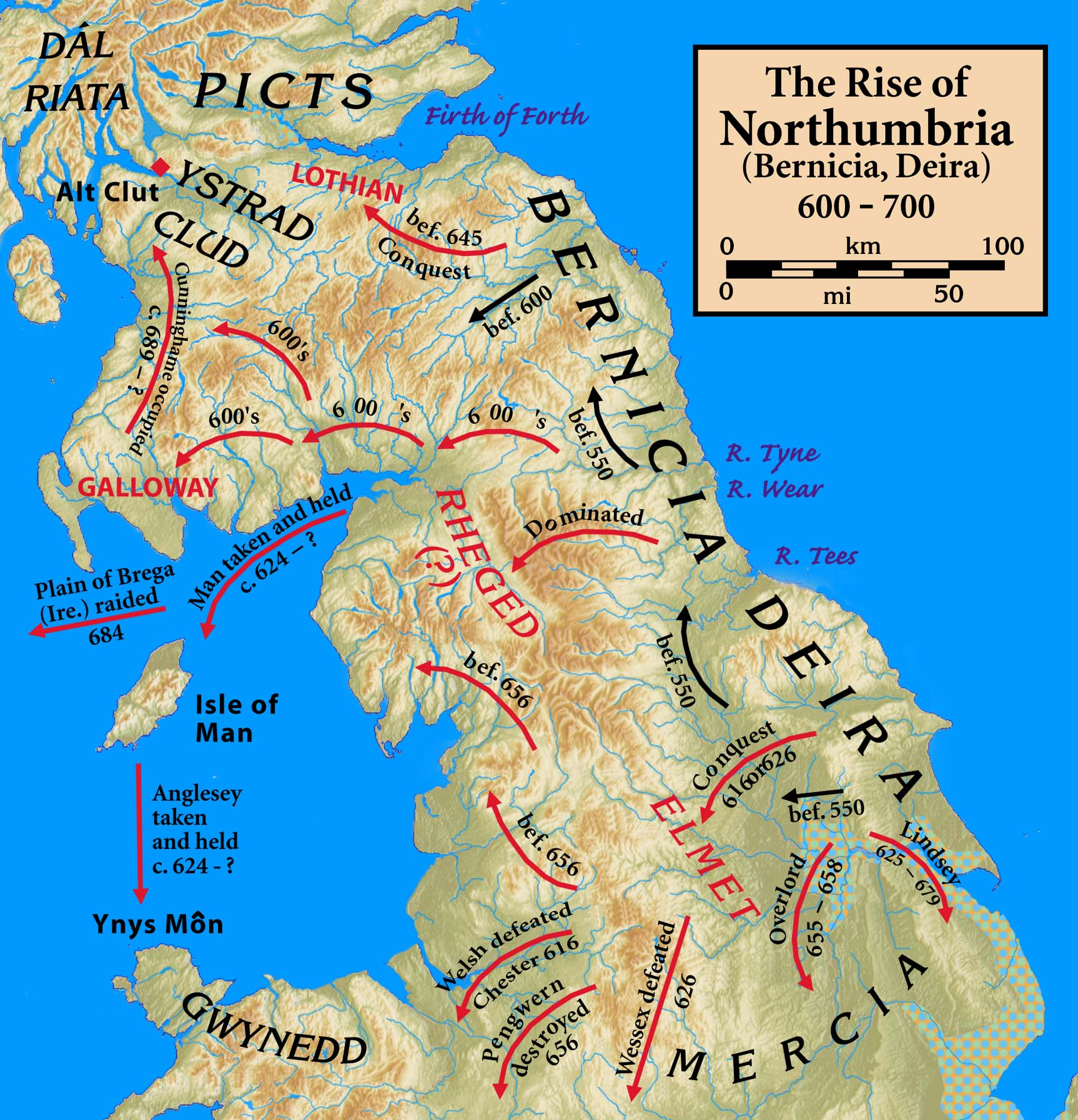
Území města Sunderland bylo součástí království Northumbrie.

I když se předpokládá, že oblast v okolí řeky Wear byla osídlena kmenem Brigantinů ještě před příchodem Římanů, první doložené osídlení pochází z roku 674. Tehdy benediktýnský biskup založil klášter na severním břehu řeky na pozemku věnovaném králem Ecgfrithem. Tato oblast je označována jako Monkwearmouth. V roce 686 se klášter stal střediskem anglosaského jazyka a obsahoval knihovnu s asi 300 svazky.
V tomto klášteře byl sepsán Amiatinský kodex, latinský překlad Bible. Za jeho autora je pokládán Beda Venerabilis, který se narodil roku 673 ve Wearmouthu. V době svého působení v klášteře dokončil roku 731 i své Dějiny církve v Anglii (Historia ecclesiastica gentis Anglorum). Ke konci 8. století začali pobřeží napadat Vikingové a v polovině 9. století byl klášter zrušen.
Roku 930 daroval král Athelstan Anglický pozemky na jižním břehu řeky Wear biskupovi z Durhamu. Od té doby bývá toto území označováno Bishopwearmouth. V roce 1100 se zde nacházela malá rybářská vesnice nazývaná Soender-land (později se z tohoto pojmenování vyvinul název celého města Sunderland).
Od roku 1346 začal Thomas Menville v Sunderlandu stavět lodě, i když město bylo malým a nevýznamným přístavem. Roku 1589 se začala v Sunderlandu vyrábět sůl. Pro odpaření mořské vody při výrobě soli bylo zapotřebí uhlí, a proto byly v okolí města zakládány těžební společnosti. Pro výrobu soli bylo používáno pouze nekvalitní uhlí. To kvalitní bylo vyváženo po moři. Tak Sunderland začal konkurovat sousednímu Newcastlu.

### 17. a 18. století

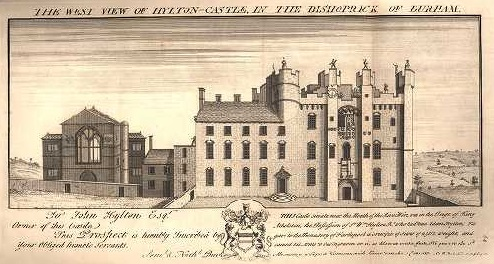
Hylton Castle na rytině z roku 1728

Před občanskou válkou udělil král Karel I. práva na těžbu uhlí ve východní Anglii Newcastlu. To mělo velký vliv na Sunderland, kde se obchod s uhlím rozvíjel. Tato skutečnost vyvolala nelibost vůči Newcastlu a monarchii. Od počátku občanské války stál převážně protestantský Sunderland na straně parlamentaristů, v opozici proti katolickému Newcastlu. Blokáda řeky Tyne parlamentaristy působila vážné problémy Newcastlu a jeho obchodu s uhlím čehož využívali obchodníci ze Sunderlandu.
Tři původní osady Wearmouthu (Bishopwearmouth, Monkwearmouth a Sunderland) se začaly spojovat a to hlavně vlivem úspěšného rozvoje přístavu v Sunderlandu, výroby soli a stavby lodí na březích řeky Wear.

### 19. století

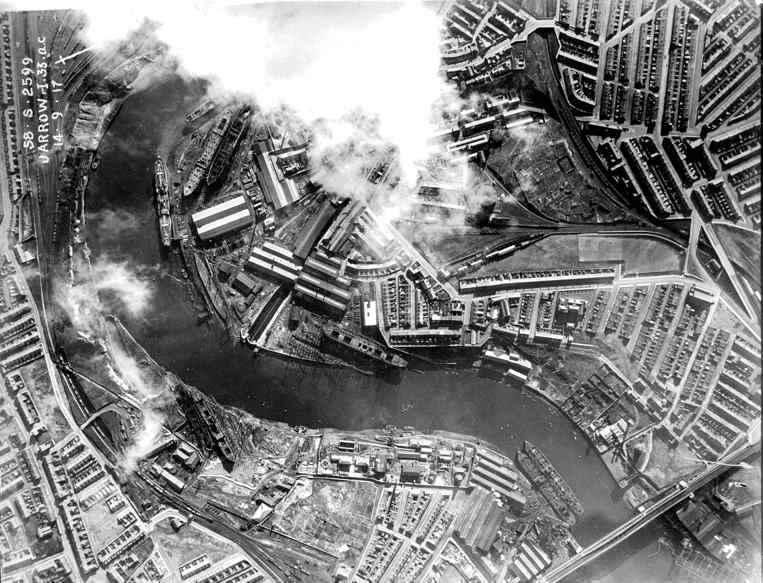
Sunderland v roce 1917

Sunderland, v té době důležitý obchodní přístav, byl postižen v roce 1831 epidemií cholery. Na město byla uvalena karanténa a přístav byl blokován. V prosinci téhož roku se nákaza rozšířila do Gatesheadu a poté se rozšířila do celé země a její obětí se stalo asi 32 000 lidí.
Roku 1796 byl postaven Wearmouthský železný most. Byl druhým, železným mostem a v době dokončení byl největším jednoobloukovým mostem na světě. V oblasti proti proudu řeky byl roku 1910 postaven další most královny Alexandry.

### 20. století
V průběhu druhé světové války byl Sunderlnad jedním z měst nejvíce zasažených bombardováním. V poválečném období byly poškozené oblasti zastavěné nevzhlednými betonovými stavbami. Nicméně mnoho zajímavých starobylých staveb bylo zachráněno. Například církevní stavby Kostel svaté trojice, postavený roku 1719, kostel Svatého Michala, Monkwearmouth jehož některé části pocházejí z roku 674.
Poté, co došlo k úpadku těžkého strojírenství, rozvíjely se ve městě jiná odvětví, například elektronika a chemická výroba. Některé z těchto společností vybudovaly své výrobní závody v oblasti Washington, která má vyhovující prostory pro výstavbu účelových staveb. Od roku 1990 dochází k obnově prostorů na březích řeky Wear, kde se dříve stavěly lodě. Dochází zde k výstavbě bytových jednotek, obchodních center a kancelářských komplexů.

## Geografie

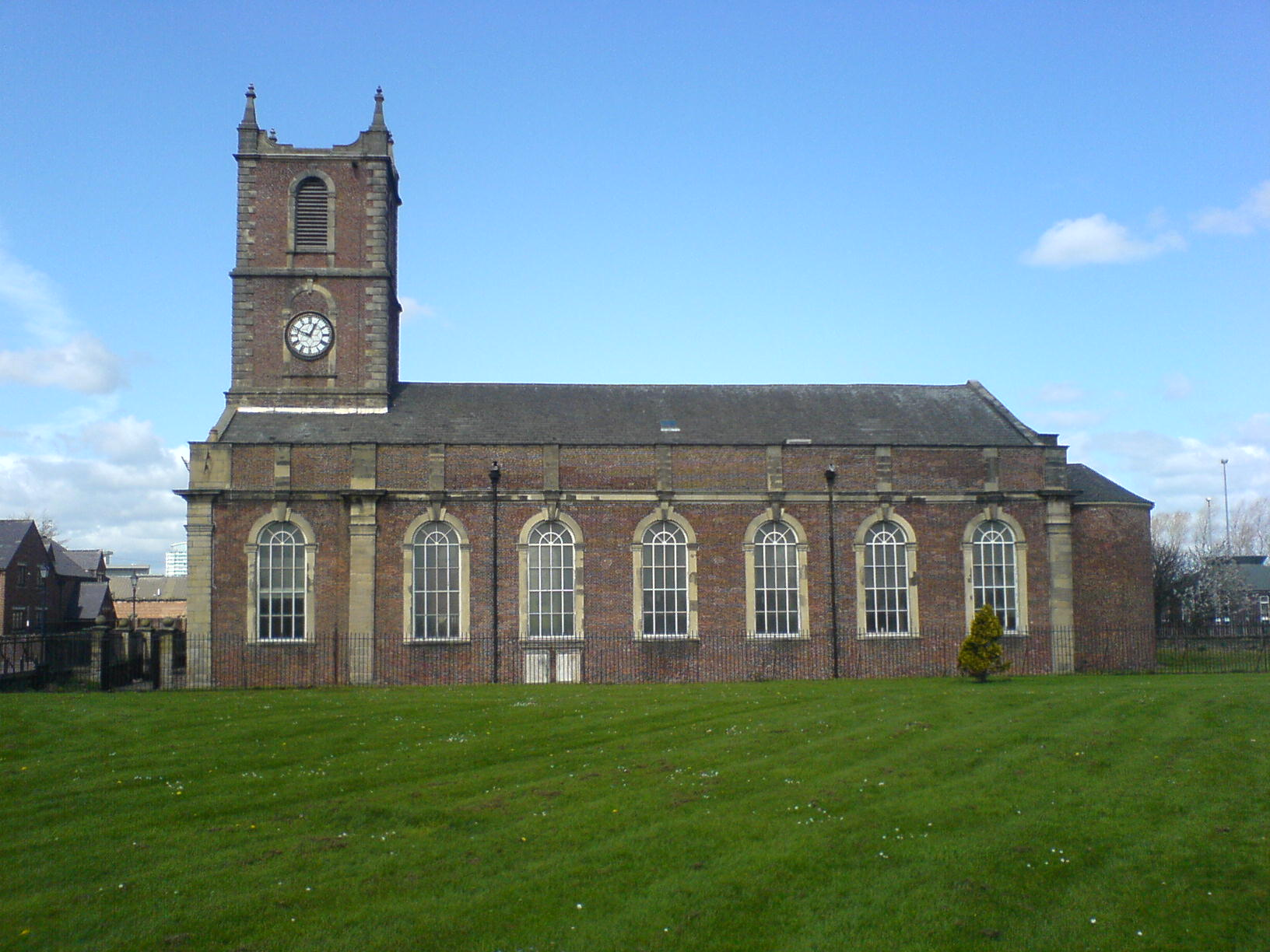
Kostel Svaté Trojice (Holy Trinity Church) z roku 1719

Většina města se rozkládá na planině podél pobřežního pásu pahorků. Průměrná výška planiny je asi 80 m nad mořem. Sunderland je rozdělen řekou Wear, která protéká středem města. Jedinými dvěma mosty pro automobilovou dopravu spojující sever a jih města jsou most královny Alexandry u Pallionu a Wearmouthský most bezprostředně na sever od centra města.
Většina předměstí je situována naproti západní části centra města. Asi 70% procent obyvatel bydlí na jižní straně řeky a ostatních 30% na severní straně. Obdobně jako ostatní města na východním pobřeží i v okolí Sunderlandu se vyskytují mlhy způsobené vlhkostí proudící od moře.

## Obyvatelstvo
Sunderland je na 26 příčce v pořadí dle velikosti v Anglii. Podle výsledků sčítání obyvatel z roku 2001 je 98 % obyvatel bělochů, 1 % Asiatů a ostatní bez rozlišení. Rozdělení dle náboženského vyznání bylo následující – 81,5 % křesťanů, 9,6 % bez vyznání, 0,7 % muslimů a 7,6 % nechtělo tento údaj uvést. Židovská komunita se ve městě téměř nevyskytuje (takto se označilo jen 114 obyvatel). Ačkoli se od roku 1790 vytvářelo společenství Židů (především obchodníků), od poloviny 20. století se Židé stěhovali do jiných anglických měst z rozsáhlejší židovskou komunitou.

## Ekonomika

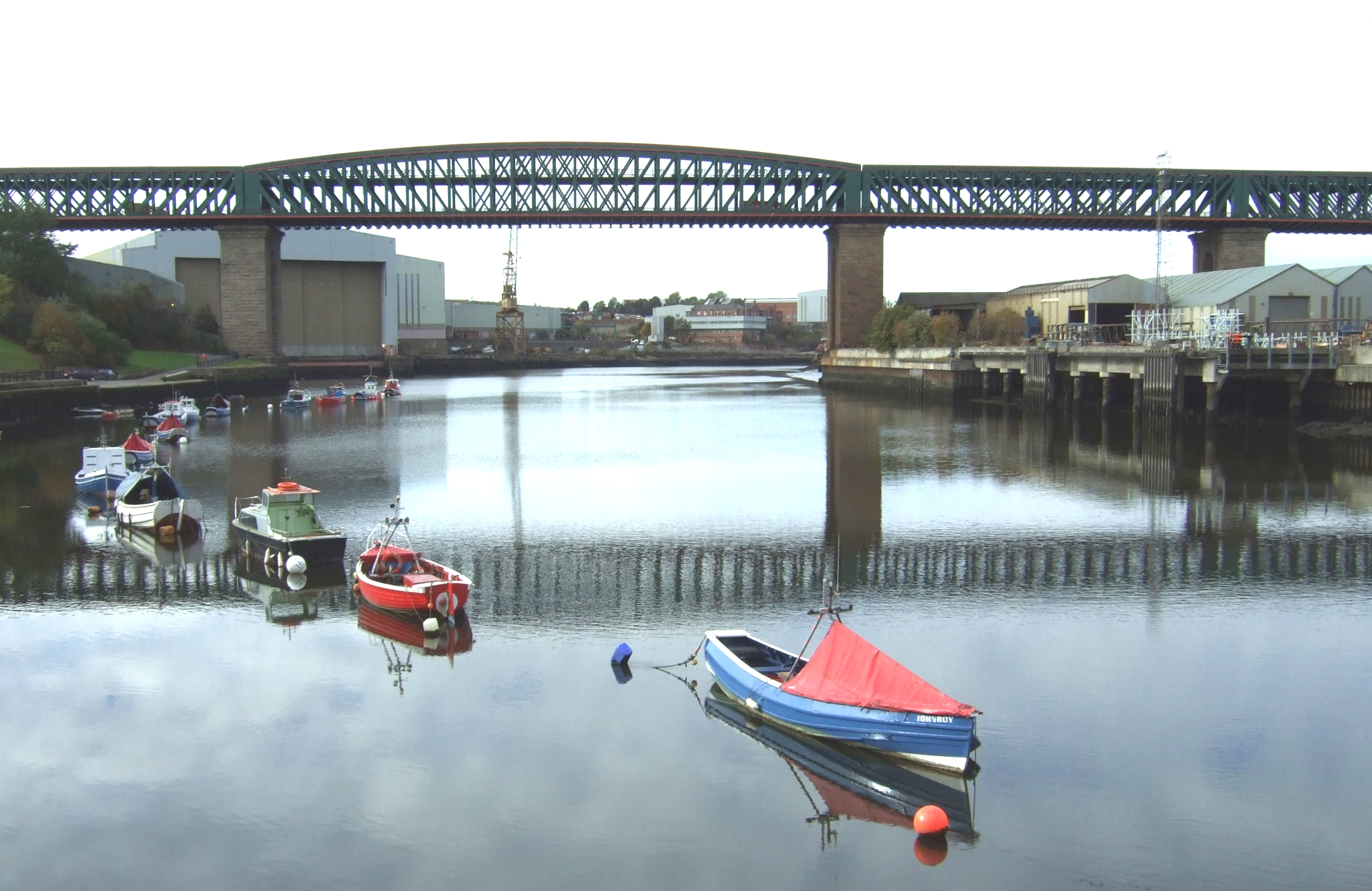
Most královny Alexandry

V Sunderlandu se stavěly lodě od roku 1346 a byl označován jako město s nejrozsáhlejší stavbou lodí na světě. Sunderlandský přístav byl v polovině 19. století významně rozšířen vybudováním Hudsonových doků. V letech 1939 až 1945 se zde vyrobilo 245 obchodních lodí s výtlakem 1,5 miliónů tun, což představovalo čtvrtinu produkce lodí tohoto typu Velké Británie. Zámořská konkurence způsobila pokles zakázek, až do stavu kdy byl roku 1988 uzavřen poslední dok.
Sunderland, jako část Durhamské uhelné pánve, má dlouhodobou hornickou tradici. Na vrcholu rozvoje tohoto odvětví v roce 1923 bylo v Durhamu asi 170 000 horníků. Pokles těžby po druhé světové válce přinesl postupné uzavírání dolů a velký nárůst nezaměstnanosti. Poslední místní důl byl uzavřen roku 1994. Tradice výroby skla ve městě trvá asi 1 500 let. Podobně jako u hornictví působí konkurence výrazný pokles výroby v tomto odvětví a například Corning Glass Works, vyrábějící sklo asi 120 let byla uzavřena v polovině roku 2007. Podobný osud potkal i Vaux Breweries, pivovar produkující pivo od roku 1880 a po 110 let největší zaměstnavatel ve městě, byl po konsolidaci pivovarů v roce 1990 uzavřen.
Po ekonomickém poklesu v 80. letech 19. století se ekonomika pomalu zotavovala a výsledkem byla výstavba továrny na montáž automobilů společnosti Nissan a rozvoj společností orientovaných na poskytování služeb což vytvořilo mnoho nových pracovních míst. Sunderland byl v letech 2004 a 2005 v první desítce měst v používání informačních technologií.

## Správa
Sunderland se stal municipálním obvodem hrabství Durham roku 1835. Po správní reformě z roku 1888 se stal Sunderland statutárním městem nezávislým na hrabství. Od roku 1974, kdy byla tato forma správy zrušena, se město a některé okolní obvody staly metropolitním distriktem v rámci hrabství Tyne a Wear. Distriktu byl roku 1992 u příležitosti 40. výročí vlády Alžběty II. udělen status města.

## Doprava

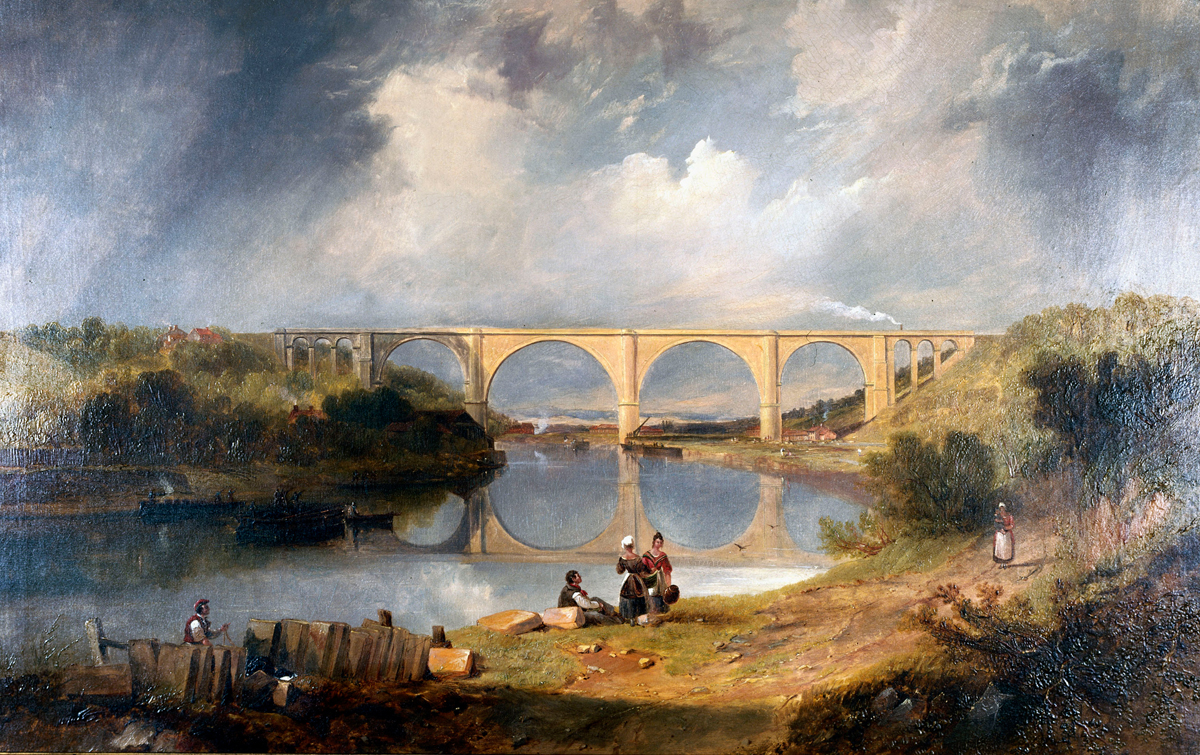
Victoria Viaduct po svém otevření, obraz z roku 1838

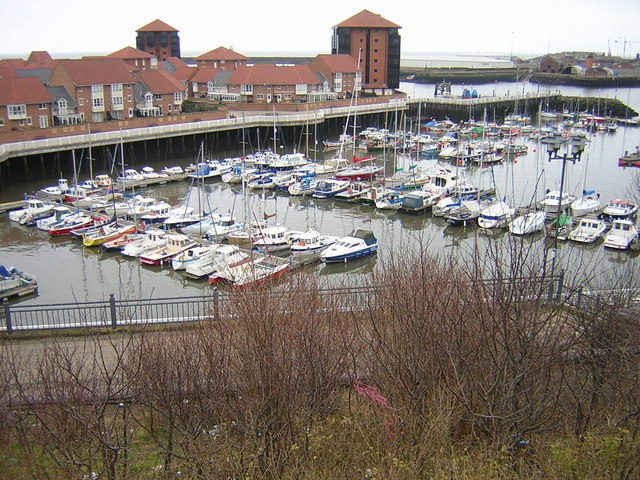
Sunderlandský přístav

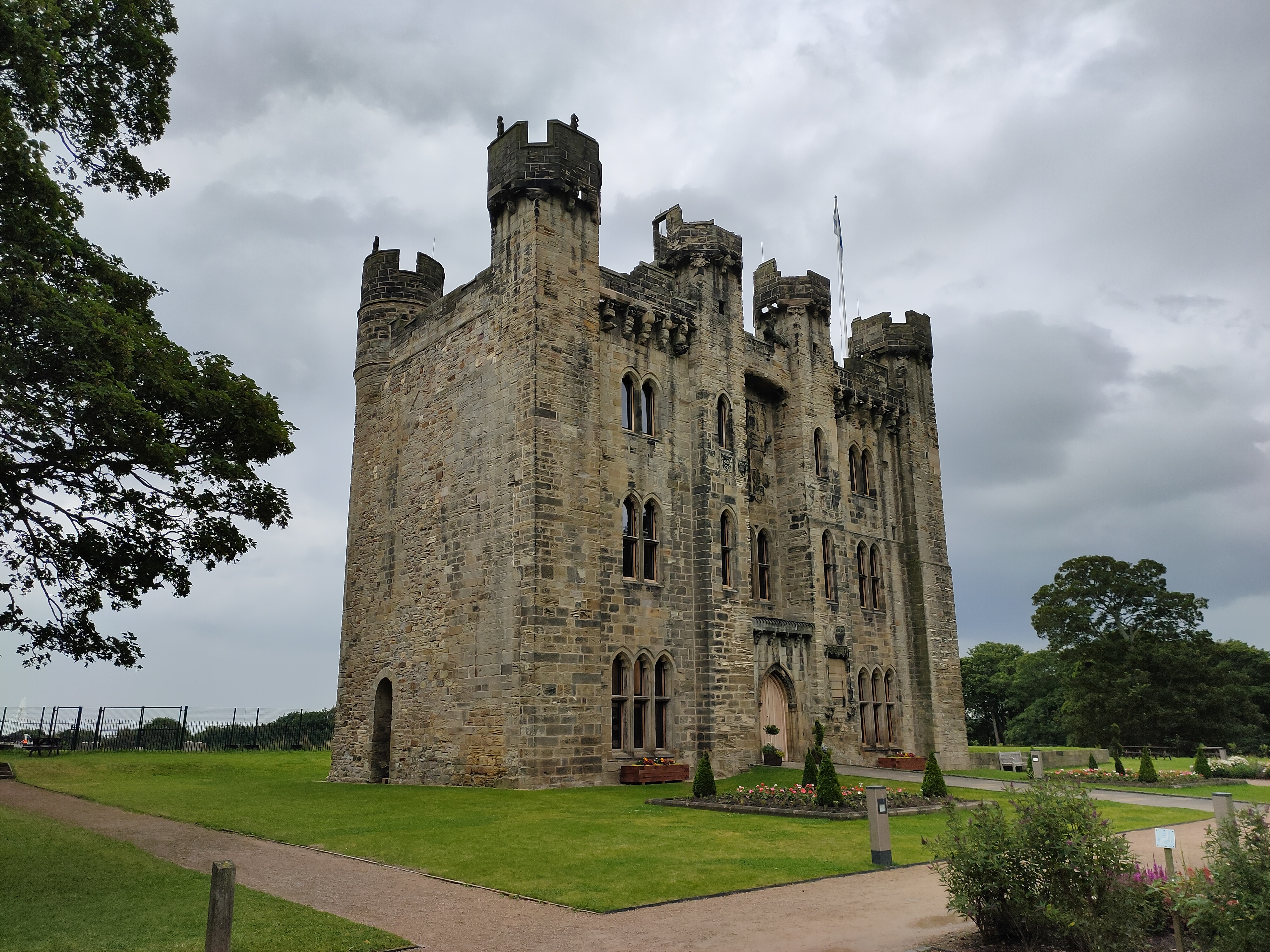
Palác hradu Hylton

Železniční trať byla do města přivedena roku 1853, a procházela přes kamenný Victoria viadukt z roku 1838, který byl ve své době největší konstrukcí tohoto typu v Anglii, každý jeho mostní oblouk má rozpětí 48 metrů. S úpravami mostovky se dochoval do současnosti. 
Původní budovy nádraží se nedochovaly. Nynější nádraží bylo otevřeno v listopadu 1965 pro podporu účastníků a návštěvníků světového fotbalového šampionátu v roce 1966. Vlakovou dopravu zajišťuje společnost Northern Rail mezi Newcastle a Middlesbrough. Od roku 2002 byla rozšířena trasa metra Tyne a Wear i do Sunderlandu. Trasa metra končí u South Hylton, když předtím zastavuje na železniční stanici a autobusovém stanovišti. Spoje jsou dost časté a pokračují směrem přes Newcastle upon Tyne a na letiště Newcastle.
Oblastí Sunderlandu neprochází žádná dálnice. Nejrušnější silnicí je A19, která prochází ze severu na jih podél západního okraje města a překonává řeku Wear u Hyltonu. Na ulici Park Lane byl 22. května 1999 otevřeno autobusové nádraží, které je s 750 000 cestujícími odbavenými ročně, nejrušnějším autobusovým stanovištěm Velké Británie po londýnském Victoria Coach Station. V roce 2002 byla pod úrovní stanoviště vybudována stanice metra.

## Památky a turistické atrakce
- Hrad Hylton je ruina gotického hradního paláce a hradní kaple sv. Kateřiny ze 14.-15. století, hrad byl založen jako dřevěný po dobytí oblasti Normany roku 1066, z kamene byl postaven od konce 14. do počátku 15. století pro rod Hyltonů, poslední člen rodiny zemřel roku 1746, všechny klenby až na jedinou síň se zřítily behěm 2. poloviny 18. a v 19. století

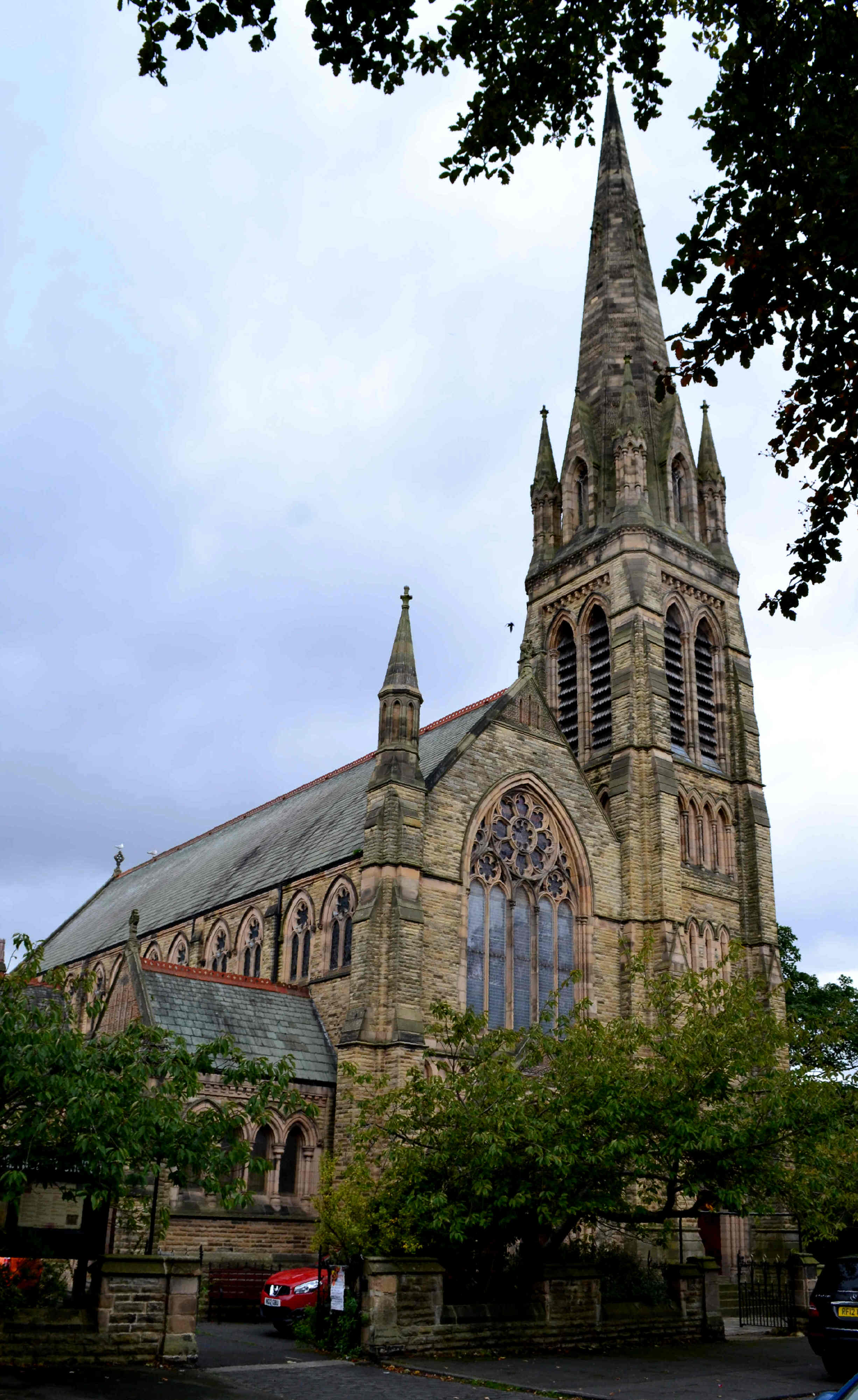
Kostel sv. Jana metodistické církve

- Římskokatolický kostel Panny Marie, novogotický chrám z roku 1835
- Kostel sv. Jana metodistické církve, novogotická stavba z roku 1887 s později přistavěnou halou, největší chrám ve městě
- Wearmouthský železniční most a silniční most přes řeku Wear - ocelová konstrukce z roku 1929 je chráněna jako technická památka.
- Penshaw Monument
- Fulwell Windmill - větrný mlýn
- Souter Lighthouse - první maják napájený elektrickým proudem
- Riker Pier Lighthouse - nejvyšší maják
- Město získalo několik ocenění za ochranu přírodních krás. Patří k nim park Wildfowl v obvodu Washington a pláže.

## Kultura
- Northern Gallery for Contemporary Art na Fawcett Street a Sunderland Museum and Winter Gardens, spojená galerie současného umění, muzeum a zimní zahrady - vystavují díla současných umělců.
- National Glass Centre na Liberty Way, Sklářské centrum se zamněřuje na současnou tvorbu, ale vystavuje také sbírku skleněných plastik.
- Sunderland Empire Theatre, založené roku 1907, je největším divadlem na severovýchodě země. Po rekonstrukci bylo roku 2004 znovu otevřeno a uvádí velká představení typu Miss Saigon nebo My Fair Lady.
- Ze Sunderlandu pochází hudební skupiny Toy Dolls, Red Alert či Leatherface.
- Sunderland International Airshow, letecká show, koná se každý rok v červenci na pobřeží, navštěvuje ji až 1,2 miliónu diváků.

## Vzdělání
Sunderlandská univerzita byla otevřena roku 1992 a v současnosti ji navštěvuje asi 16 000 studentů. Univerzita má dvě centra – jedno ve  Wearmouth Hall nedaleko centra města, kde sídlí i hlavní vysokoškolská knihovna a druhé v na břehu řeka Wear poblíž National Glass Centre.
City of Sunderland College je institucí pro další vzdělávaní a nachází se na ulici Durham Road. Ročně ji navštěvuje asi 14 000 studentů. Ve městě je dále dvacet, převážně všeobecně zaměřených, středních škol.

## Sport
- Ve městě sídlí fotbalový klub Sunderland AFC. Sportovní stadion Stadium of Light byl otevřen roku 1997 a jeho hlediště má kapacitu 48 339 míst.
- Každoročně se zde hrají profesionální tenisové turnaje.

## Slavní rodáci
- Don Airey (* 1948), anglický hudebník, hráč na klávesové nástroje, člen skupiny Deep Purple[2]
- David A. Stewart (* 1952), anglický zpěvák, kytarista, multiinstrumentalista, hudební producent a skladatel[3]
- Gina McKee (* 1964), anglická herečka[4]
- Emeli Sandé (* 1987), anglická zpěvačka, textařka a hudební skladatelka[5]
- Jordan Henderson (* 1990), anglický fotbalový záložník[6]
- Giovanni Reyna (* 2002), americký fotbalový ofenzivní záložník[7]

## Partnerská města
- Washington, D.C., USA